# Волконский, Михаил Никитич
Князь Михаи́л Ники́тич Волко́нский (9 [20] октября 1713 — 8 [19] декабря 1788) — русский государственный и военный деятель, генерал-аншеф, главнокомандующий в Москве. 
Рюрикович, из 2-й ветви княжеского рода Волконских. Сын князя Никиты Фёдоровича Волконского и Аграфены Петровны, урождённой Бестужевой. Брат генерала А. Н. Волконского, дядя Настасьи Офросимовой. Имел двух сестёр, княжон: Анна Никитична — жена Дмитрия Петровича Лобкова и № Никитична — жена генерал-поручика Ивана Петровича Леонтьева.

## Биография
Родился «на старинном дворе за Тверскими воротами подле Страстнова монастыря в приходе церкви Рождества Богородицы». В детстве жил у бабки Екатерины Ильиничны, урождённой Милославской. После заточения матери, с 1724 года воспитывался дедом П. М. Бестужевым-Рюминым в Курляндии и разделил с ним участь ссылки, когда дед был заключён сперва в своём новгородском имении, а потом в Белозёрске. 
Был возвращён из Белозёрска в 1732 году и 27 мая был зачислен в учреждённый императрицей Сухопутный шляхетский корпус, из которого выпущен подпоручиком 4 ноября 1736 года. За храбрость произведён в секунд, а затем в премьер-майоры (1736). Воевал с турками (1738—1739). Сопровождал А. И. Румянцева на переговоры в Константинополь (1740). Встречал герцога Голштинского (Петра III), когда он впервые въехал в пределы России (1742).
Подробные сведения о службе Волконского (до 1756) содержит составленный им журнал, хранившийся у его потомков, князей Голицыных-Прозоровских. Этот ценный исторический источник введён в научный оборот (2004).
Неоднократно ездил в Польшу «для разведки и тайных переговоров с магнатами» (1746). Упоминается в звании полковника (1749). Во время Семилетней войны отличился при Пальциге и Кунерсдорфе. Генерал-майор, назначен полномочным послом к королю Августу III (1756). Произведён в чин генерал-поручика (18 августа 1759), отозван из Варшавы командовал пехотными полками в Познани. Назначен командующим войсками, стоявшими в Польше (1761). В Ноймарке подписал перемирие с Пруссией (16 марта 1762).
Назначен подполковником лейб-гвардии Конного полка (1762). В день дворцового переворота 1762 года подполковник конной гвардии Волконский примкнул к числу сторонников Екатерины, за что получил от неё орден Св. Александра Невского, звание сенатора и чин генерал-аншефа. Командовал корпусом в Польше (1764). Состоял депутатом от Правительствующего сената для составления нового уложения (1766). Награждён орденом Св. апостола Андрея Первозванного (1767). Вновь посол в Речи Посполитой (1769—1771).
После произошедшего Чумного бунта (1771), назначен главнокомандующим в Москву. Во время Пугачёвского восстания по его требованию в Москву стянуты значительные военные силы (конные разъезды мятежников достигли Люберец), у резиденции губернатора выставлены пушки (1773—1774). Один из руководителей генерального следствия над Е. И. Пугачёвым и его главными сподвижниками (1774). Организовал в Москве знаменитые увеселения по поводу заключения мира с Турцией (1775).
От братьев матери, графов Михаила Петровича и Алексея Петровича Бестужевых, унаследовал значительные земельные владения. Выйдя в отставку (1780), удалился в свои поместья. 
Умер 8 (19) декабря 1788 года, погребён в семейной усыпальнице — Боровском Пафнутьеве монастыре.

## Награды
- Орден Святой Анны (1757)
- Орден Белого орла (1757, Речь Посполитая)
- Орден Святого Александра Невского (22 сентября 1762, Российская империя)
- Орден Святого Андрея Первозванного (1 января 1767, Российская империя)

## Семья
Женился (январь 1745) на Елизавете Алексеевне Макаровой (1725—1782), дочери А. В. Макарова, кабинет-министра Петра I, и Прасковьи Юрьевны урождённой Ладыженской. Взял за ней приданого 700 душ и дом в Петербурге. 
В браке родились:
- Князь Волконский Александр Михайлович (1745—1748).
- Князь Волконский Алексей Михайлович (род. и ум. 1748).
- Княжна Волконская Анна Михайловна (1749—1824), фрейлина, в присутствии двора и императрицы Екатерины II была обручена с князем П. М. Голицыным (сентябрь 1775), убит на дуэли (ноябрь 1775). Жена князя А. А. Прозоровского (с 1780), статс-дама (1801), кавалерственная дама ордена св. Екатерины первого класса (1809), её родному внуку Александру Фёдоровичу Голицыну позволено именоваться князем Прозоровским-Голицыным.
- Князь Волконский Пётр Михайлович (1751—1754).
- Княжна Волконская Мария Михайловна (1752—1765) — погребена в Троице-Сергиевой лавре.
- Князь Волконский Лев Михайлович (1754—1792) — камер-юнкер (1777), действительный камергер, бездетен, погребён в Пафнутьево-Боровском монастыре.
- Князь Волконский Павел Михайлович (1763—1808) — камергер, бездетен, погребён в Пафнутьево-Боровском монастыре.

Поскольку сыновья Михаила Никитича не оставили потомства, его единственной наследницей оказалась дочь княжна Анна Михайловна и её потомки — князья Голицыны-Прозоровские.